# Connor Bell
Pour les articles homonymes, voir Bell.
Connor Bell, né le 21 juin 2001 à Auckland, est un athlète néo-zélandais, spécialiste du lancer du disque.

## Carrière
Connor Bell, auteur d'un record personnel de 64,29 m réalisé à Hastings, remporte son premier titre senior en 2021, à l'âge de 19 ans.
En 2022, il conserve son titre puis devient champion d'Océanie.
En 2023 il bat deux fois le record national, qui datait de 2005, et le porte à 66,23 m. Qualifié aux championnats du monde, il termine à la 10e place.
En 2024, Connor Bell continue à faire progresser le record de Nouvelle-Zélande : 66,71 m le 22 mars à Los Angeles, puis 68,10 m le 14 avril.

## Palmarès
| Date | Compétition            | Lieu     | Résultat | Marque  |
| ---- | ---------------------- | -------- | -------- | ------- |
| 2022 | Championnats d'Océanie | Mackay   | 1er      | 57,51 m |
| 2023 | Championnats du monde  | Budapest | 10e      | 63,23 m |

### National
- 4 titres : 2021-2024

## Records
| Marque       | Lieu   | Date          |
| ------------ | ------ | ------------- |
| 68,10 m (NR) | Ramona | 14 avril 2024 |